# Jonas Gahr Støre
Jonas Gahr Støre (Oslo, 25 de agosto de 1960) es un político noruego, actualmente primer ministro del país desde el 14 de octubre de 2021 y líder del Partido Laborista desde 2014. Se desempeñó como ministro de Relaciones Exteriores de 2005 a 2012 y como ministro de Salud y Servicios Sanitarios de 2012 a 2013. También es miembro del Storting por Oslo desde 2009.

## Biografía

### Primeros años y educación
Gahr Støre nació en Oslo, en una familia de clase alta del barrio de Ris. Es hijo de Ulf Jonas Støre, un ejecutivo del sector naviero, y Unni Gahr, bibliotecaria. Cursó estudios en la escuela Berg y posteriormente ingresó en la Academia Naval Real de Noruega entre 1979 y 1981.
Posteriormente se trasladó a París, donde estudió en el Institut d’Études Politiques de Paris, obteniendo un título en Ciencias Políticas en 1985. También completó cursos en la London School of Economics y fue investigador visitante en Harvard Law School.

### Carrera profesional
Entre 1986 y 1989 trabajó como investigador en la Escuela Noruega de Administración, colaborando en proyectos sobre escenarios económicos futuros. En 1989 fue nombrado asesor especial de la primera ministra Gro Harlem Brundtland. En 1995 se convirtió en director general del Departamento de Política Exterior en la Oficina del Primer Ministro.
De 1998 a 2000 fue jefe de gabinete de Brundtland en la Organización Mundial de la Salud (OMS). Regresó a Noruega en 2000 para servir como jefe de gabinete en la Oficina del Primer Ministro durante el primer gobierno de Jens Stoltenberg. Entre 2003 y 2005, fue secretario general de la Cruz Roja Noruega.

### Carrera política

#### Ministro de Asuntos Exteriores (2005–2012)
Støre fue nombrado ministro de Asuntos Exteriores en el segundo gobierno de Jens Stoltenberg en 2005. Durante su mandato, gestionó la participación de Noruega en la guerra en Afganistán, la respuesta a la intervención de la OTAN en Libia y el reconocimiento diplomático del gobierno palestino liderado por Hamas, lo cual generó controversia internacional.
También negoció con Rusia la delimitación de fronteras marítimas en el mar de Barents, lo que fue considerado un éxito diplomático. En 2008 sobrevivió a un atentado suicida en Kabul mientras se encontraba en el hotel Serena.

#### Ministro de Salud (2012–2013)
Tras la salida de Audun Lysbakken del gabinete, Støre fue trasladado al Ministerio de Salud y Servicios Sociales, donde ocupó el cargo hasta las elecciones de 2013. Entre sus principales tareas estuvo la gestión de la infraestructura hospitalaria y los servicios médicos descentralizados.

#### Líder del Partido Laborista
Tras la dimisión de Jens Stoltenberg para asumir la secretaría general de la OTAN, Støre fue elegido líder del Partido Laborista en junio de 2014. En las elecciones parlamentarias de 2017, el partido perdió frente a la coalición de centroderecha liderada por Erna Solberg.
Sin embargo, en las elecciones de 2021, el Partido Laborista fue la fuerza más votada y formó un gobierno de coalición con el Partido del Centro. Støre fue nombrado primer ministro el 14 de octubre de 2021 por el rey Harald V.

#### Primer ministro de Noruega
En 2021, Støre asumió como primer ministro liderando un gobierno minoritario. Durante su mandato, ha enfrentado retos económicos derivados de la guerra en Ucrania, una crisis energética y tensiones internas en la coalición.
En enero de 2025, el Partido del Centro abandonó la coalición, dejando a Støre como líder de un gobierno en solitario del Partido Laborista. Ese mismo año, el ex primer ministro Jens Stoltenberg fue nombrado ministro de Finanzas, lo que revitalizó al gobierno y mejoró la posición del partido en las encuestas.

## Posiciones políticas
Støre es considerado un socialdemócrata pragmático. Ha defendido una fiscalidad progresiva, mayor inversión pública en salud y educación, y una postura equilibrada respecto a la pertenencia de Noruega al Espacio Económico Europeo (EEE).
En política exterior, es un defensor del multilateralismo, el desarrollo sostenible, el compromiso con los Objetivos de Desarrollo Sostenible y el fortalecimiento del papel de Noruega como mediador internacional.

## Vida personal
Jonas Gahr Støre está casado con Marit Slagsvold, socióloga y pastora de la Iglesia de Noruega, con quien tiene tres hijos: Vetle, Magnus y Gullik. Es un cristiano practicante y su fortuna personal se ha estimado en más de 100 millones de coronas noruegas, provenientes en parte de herencias familiares.

## Controversias
Ha enfrentado críticas por su origen elitista y su desconexión percibida con el votante obrero tradicional del laborismo. También fue criticado en 2017 por contratar sin declarar a trabajadores en obras privadas en su propiedad de campo.